# Lichtental, Cetatea Albă
Lichtental (în ucraineană Світлодолинське, transliterat: Svitlodolînske) este un sat în comuna Sărata din raionul Cetatea Albă, regiunea Odesa, Ucraina. Are 1.034 locuitori, preponderent ucraineni.
Satul este situat în partea vestică a raionului Sărata. Teritoriul localității este străbătut de râul Cilighider, care se varsă în râul Cogâlnic în apropierea satului Satu-Nou (Raionul Sărata). El se află la o distanță de 12 km nord-vest de centrul raional și stația de cale ferată Sărata.
Până în anul 1947 satul a purtat denumirea oficială de Lichtental (în ucraineană Село № 20, Ліхтенталь), în acel an el fiind redenumit Svîtlodolinske.

## Istoric
Prin Tratatul de pace de la București, semnat pe 16/28 mai 1812, între Imperiul Rus și Imperiul Otoman, la încheierea războiului ruso-turc din 1806 – 1812, Rusia a ocupat teritoriul de est al Moldovei dintre Prut și Nistru, pe care l-a alăturat Ținutului Hotin și Basarabiei/Bugeacului luate de la turci, denumind ansamblul Basarabia (în 1813) și transformându-l într-o gubernie împărțită în zece ținuturi (Hotin, Soroca, Bălți, Orhei, Lăpușna, Tighina, Cahul, Bolgrad, Chilia și Cetatea Albă, capitala guberniei fiind stabilită la Chișinău).
Pentru a-și consolida stăpânirea asupra Basarabiei, autoritățile țariste au sprijinit stabilirea în sudul Basarabiei a coloniștilor de diverse etnii. Fiecare familie a primit de la stat 60 ha teren cu drept de transmitere către moștenitori, fiind scutiți pe 50 de ani de toate impozitele și de serviciul militar obligatoriu și fiindu-le garantată libertatea religiei.
Țarul rus Alexandru I a pus la dispoziție un teren de 16.000 desetine (aproximativ 18.000 ha) din Basarabia pentru înființarea de sate de coloniști germani basarabeni. La 19 martie 1822, au sosit în sudul Basarabiei primii imigranți germani (63 de familii și 9 persoane necăsătorite care proveneau din Bavaria și Württemberg și erau conduse de preotul Ignaz Lindl), care au mers cu căruțele cu coviltir de-a lungul râului Sărata. Ei s-au oprit în jurul unei fântâni de pe malul drept al râului și au format colonia Sărata, denumită după râul care curgea pe acolo. Coloniștii erau atât de religie catolică, cât și de religie protestantă.
Pe lotul inițial de teren de la Sărata de 16.000 desetine au apărut, de asemenea, în jurul anului 1830, și alte sate de coloniști germani din Basarabia: Gnadental și Lichtental. Satul Lichtental a fost fondat de către coloniștii germani în anul 1835.
În urma Tratatului de la Paris din 1856, care încheia Războiul Crimeii (1853-1856), Rusia a retrocedat Moldovei o fâșie de pământ din sud-vestul Basarabiei (cunoscută sub denumirea de Cahul, Bolgrad și Ismail). Satul Lichtental a rămas în continuare pe teritoriul Rusiei.
După Unirea Basarabiei cu România la 27 martie 1918, satul Lichtental a făcut parte din componența României, în Plasa Tatar-Bunar a județului Cetatea Albă. Pe atunci, majoritatea populației era formată din germani, existând și comunități mică de ucraineni, ruși, evrei și români. La recensământul din 1930, s-a constatat că din cei 1.876 locuitori din sat, 1.800 erau germani (95.95%), 33 ucraineni (1.76%), 17 ruși (0.91%), 14 evrei (0.75%) și 12 români (0.63%).
Ca urmare a Pactului Ribbentrop-Molotov (1939), Basarabia, Bucovina de Nord și Ținutul Herța au fost anexate de către URSS la 28 iunie 1940. După ce Basarabia a fost ocupată de sovietici, Stalin a dezmembrat-o în trei părți. Astfel, la 2 august 1940, a fost înființată RSS Moldovenească, iar părțile de sud (județele românești Cetatea Albă și Ismail) și de nord (județul Hotin) ale Basarabiei, precum și nordul Bucovinei și Ținutul Herța au fost alipite RSS Ucrainene. La 7 august 1940, a fost creată regiunea Ismail, formată din teritoriile aflate în sudul Basarabiei și care au fost alipite RSS Ucrainene .
În septembrie 1940, la apelul lansat de Germania nazistă, membrii comunității germanilor basarabeni s-au repatriat în Germania. În Basarabia au rămas numai 2.000 din cei aproximativ 93.000 de germani. Rămase pustii, satele germane au fost populate cu ucraineni sosiți din România sau din alte zone .
În perioada 1941-1944, toate teritoriile anexate anterior de URSS au reintrat în componența României. Apoi, cele trei teritorii au fost reocupate de către URSS în anul 1944 și integrate în componența RSS Ucrainene, conform organizării teritoriale făcute de Stalin după anexarea din 1940, când Basarabia a fost ruptă în trei părți. Un număr de 98 localnici au luptat în cel de-al doilea război mondial, 12 dintre ei murind pe front. În sat se află o groapă comună în care au fost îngropați 10 soldați, deasupra ei fiind construit un monument.
În anul 1947, autoritățile sovietice au schimbat denumirea oficială a satului din cea de Lichtental în cea de Svîtlodolinske. În anul 1954, Regiunea Ismail a fost desființată, iar localitățile componente au fost incluse în Regiunea Odesa.
Începând din anul 1991, satul Lichtental face parte din raionul Sărata al regiunii Odesa din cadrul Ucrainei independente. În prezent, satul are 1.034 locuitori, preponderent ucraineni.

## Economie
Locuitorii satului Lichtental se ocupă în principal cu agricultura.
În sat există o Casă de Cultură, cu o sală cu 300 de locuri, două biblioteci, un dispensar, o grădiniță, cinci magazine, un oficiu poștal și o agenție bancară.

## Demografie
Componența lingvistică a comunei Lichtental
     Ucraineană (71,37%)
     Rusă (21,37%)
     Română (3,97%)
     Bulgară (1,26%)
     Alte limbi (0,2%)
Conform recensământului din 2001, majoritatea populației comunei Lichtental era vorbitoare de ucraineană (71,37%), existând în minoritate și vorbitori de rusă (21,37%), română (3,97%), găgăuză (1,74%) și bulgară (1,26%).
1930: 1.876 (recensământ) 
2001: 1.034 (recensământ)

## Obiective turistice
- Monumentul eroilor sovietici din Marele Război pentru Apărarea Patriei